# Mor Gabriel (Kirchardt)

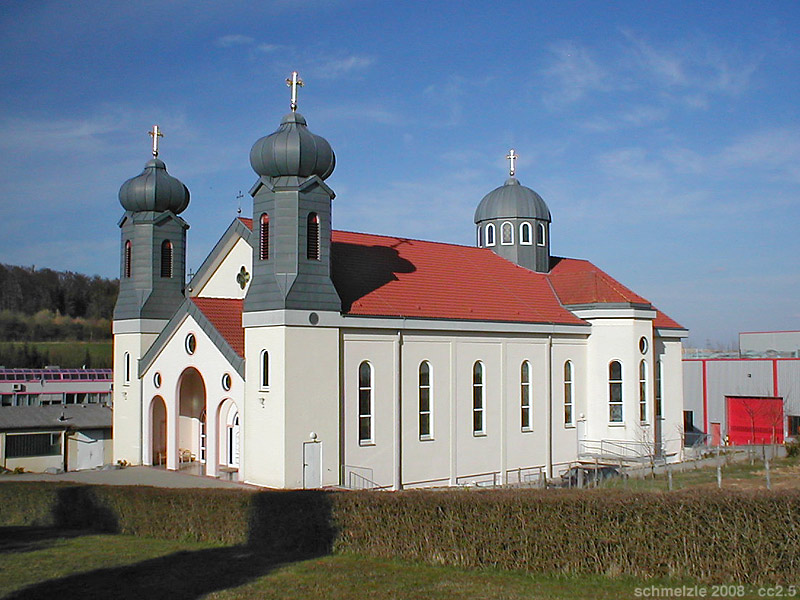
Mor Gabriel in Kirchardt

Mor Gabriel in Kirchardt im Landkreis Heilbronn im nördlichen Baden-Württemberg ist ein Kirchengebäude der Syrisch-Orthodoxen Kirche von Antiochien, das ab 1994 erbaut und 2005 geweiht wurde.

## Geschichte
Unter den Einwohnern Kirchardts sind seit den 1970er Jahren viele christliche Aramäer aus der Türkei, die erst als Gastarbeiter, später als wegen ihres Glaubens verfolgte Asylbewerber nach Deutschland kamen. Die Aramäer in Heilbronn und im nordwestlichen Landkreis Heilbronn haben sich bereits in den 1970er Jahren zu einem ersten Sport- und Kulturverein zusammengeschlossen. 1979 gab es genug Aramäer in Kirchardt, um die Vereine in Heilbronn und Kirchardt zu trennen, seit 1988 trägt der Aramäische Sport- und Kulturverein Kirchardt seinen heutigen Namen. In Heilbronn entstanden in der Folgezeit mehrere aramäische Sport- und Kulturvereine. Aus dem Kreis der aramäischen Kulturvereine ging die Gründung mehrerer ebenfalls als Vereine organisierter Kirchengemeinden hervor. Die Kirchardter Aramäer begingen ihre Gottesdienste zunächst in der katholischen Kirche des Ortes. Dem 1989 gegründeten Kirchardter Syrisch-orthodoxe Kirche von Antiochien Mor Gabriel e.V., der 1993 den Bau der Kirche Mor Gabriel beantragte, gehörten 2011 nach unterschiedlichen Angaben zwischen 200 und 400 Aramäer an. Die Aramäer aus Heilbronn haben ebenfalls Kirchenvereine gegründet und in der Kernstadt 1995 die Mor-Ephräm-Kirche eingerichtet sowie im Heilbronner Stadtteil Kirchhausen im Jahr 2000 die Kirche St. Jakob von Nisibis errichtet.
Die syrisch-aramäische Gemeinde in Kirchardt stellte 1993 einen Antrag auf den Bau einer Kirche im Industriegebiet am südöstlichen Ortsrand von Kirchardt. Der Bauantrag wurde 1994 bewilligt und die 300 Gläubige fassende Kirche wurde in den Folgejahren mit viel Eigenleistung sowie mit der Unterstützung regionaler Betriebe errichtet. Die markanten Kuppeln der Kirche fertigte 1997 die Flaschnerei Reinhardt aus Fürfeld. Die Kirche wurde 2005 von Bischof Isa Gürbus (Mor Dionosios) und Bischof Jeorg (Mor Theofilus) eingeweiht.
Zum überregionalen Politikum wurde die Kirche ab dem Jahr 2005, als die Gemeinde einen im alten Bauantrag noch als Abstellraum ausgewiesenen Raum zur Krypta für zehn Personen umbauen und dem syrisch-orthodoxen Brauch folgend mit der Bestattung von Geistlichen in der Kirche beginnen wollte, wogegen die politische Gemeinde und die Bürgerschaft Proteste einlegten. Der Widerstand wurde insbesondere damit begründet, dass man keine Pilgerstätte im Gewerbegebiet haben wolle, die den Betrieb der umliegenden Firmen stören würde. Weitere Bedenken gab es hinsichtlich des geltenden Bestattungsrechts und der Einhaltung der Totenruhe, die in unmittelbarer Nähe zu einem holzverarbeitenden Betrieb, der zudem Expansionspläne rund um die Kirche hatte, nicht zu gewährleisten sei. Außerdem bemängelte die politische Gemeinde, dass das zuständige Regierungspräsidium der syrisch-orthodoxen Gemeinde einst empfohlen hatte, die Nutzung des von Anbeginn als Krypta gedachten Raumes im Bauantrag von 1993 noch zu verschleiern.
Es kam zum Rechtsstreit, der zunächst bis vor den Verwaltungsgerichtshof Baden-Württemberg kam, der die Sache abschlägig beschied und 2009 urteilte, dass die Einrichtung einer Krypta in einem Gewerbegebiet gebietsunverträglich sei. Die syrisch-orthodoxe Gemeinde reichte dagegen Klage beim Bundesverwaltungsgericht ein, das aber im November 2010 nur gleichlautend entschied und die Sache zurück an den Verwaltungsgerichtshof des Landes verwies. Dort versuchte man zunächst einen Vergleich anzustreben, dass in der Kirche nur die Kleriker aus der Kirchengemeinde bestattet werden dürfen, dass es eine bestimmte Zugangsregelung zur Krypta geben solle und auf Prozessionen gänzlich zu verzichten sei. Die politische Gemeinde widersprach aber auch diesem Kompromissvorschlag und setzte sich gegen jegliche Bestattungspläne erfolgreich zur Wehr. Der Verwaltungsgerichtshof urteilte im August 2011 schließlich erneut gegen die Einrichtung der Krypta und ließ auch keine Revision mehr zu. Eine Beschwerde der syrisch-orthodoxen Gemeinde gegen die Nichtzulassung der Revision wurde vom Bundesverwaltungsgericht 2013 abgelehnt. Im Juni 2016 wurde dieses Urteil von den Richtern im Karlsruher Bundesverfassungsgericht aufgehoben. Das Krypta-Verbot verstoße gegen die im Grundgesetz verankerte Glaubens- und Bekenntnisfreiheit. Laut einem Urteil des 3. Senat des Mannheimer Verwaltungsgerichtshof am 30. November 2016 darf die syrisch-orthodoxe Gemeinde Mor Gabriel ihre Geistlichen in der Krypta unter der Kirche im Industriegebiet bestatten.
Im Laufe der Streitsache verhärteten sich die Fronten und es setzte eine allgemeine Diskussion um die Integration der in Kirchardt lebenden Aramäer ein. Mit 780 Personen machen diese unter den etwa 5500 Einwohnern des Ortes rund 14 Prozent aus. Die aramäische Gemeinde sei gemäß dem Kirchardter Bürgermeister Rudi Kübler nur wenig integriert, da sie Angst vor dem Verlust der verbindenden aramäischen Sprache habe und da die aramäische Gemeinde so groß sei, dass es „keinen Druck zur Integration“ gäbe. Trotz vereinzelter Integrationserfolge sei das Verhältnis zwischen den Volksgruppen nur ein „Nebeneinander“.
Die Vernetzung zwischen den verschiedenen syrisch-aramäischen Kultur-, Sport- und Kirchenvereinen ist indes gut, wobei die Grenzen zwischen Sport- und Kirchenvereinen fließend sind. Die Kirche Mor Gabriel unterhält eine eigene Fußballmannschaft, die 2012 das Hallenmasters-Turnier des Aramäischen Sportverbandes ausrichtete. Der Aramäische Sport- und Kulturverein Kirchardt war im November 2013 Gastgeber der Jahreshauptversammlung der Föderation Suryoye Deutschland in der Kirche St. Jakob in Heilbronn-Kirchhausen. Feierlichkeiten der Kirchengemeinden und Sportvereine werden üblicherweise von einem traditionellen Kulturfest („Hago“) begleitet.